# سیارک ۲۱۴۰۸
سیارک ۲۱۴۰۸ (به انگلیسی: 21408 Lyrahaas، نامگذاری:1998FZ64) بیست و یک هزار و چهارصد و هشتمین سیارک کشف شده‌است که در ۲۰ مارس ۱۹۹۸ کشف شد.
قدر مطلق سیارک برابر ۱۸.۶ است.